# Bankass
Bankass is een gemeente (commune) in de regio Mopti in Mali. De gemeente telt 30.500 inwoners (2009).